# Koya Kazama
Koya Kazama (風間 宏矢 Kazama Kōya?, Fuchū, Hiroshima, 16 de abril de 1993) es un futbolista japonés que juega como centrocampista en el Tampines Rovers F. C. de la Liga Premier de Singapur. Es hijo del exfutbolista Yahiro Kazama y hermano del también futbolista Koki Kazama.

## Trayectoria

### Clubes
| Club                  | País     | Año       |
| --------------------- | -------- | --------- |
| VfL Osnabrück         | Alemania | 2012      |
| Kawasaki Frontale     | Japón    | 2012-2013 |
| Oita Trinita          | Japón    | 2014-2015 |
| FC Gifu (cedido)      | Japón    | 2015      |
| FC Gifu               | Japón    | 2016-2019 |
| F. C. Ryukyu (cedido) | Japón    | 2019      |
| F. C. Ryukyu          | Japón    | 2020-2021 |
| JEF United Chiba      | Japón    | 2022-2025 |
| Tampines Rovers F. C. | Singapur | 2025-     |